# Alessandro Minuto-Rizzo
Alessandro Minuto Rizzo (Roma, 10 settembre 1940) è un diplomatico e funzionario italiano, già vice segretario generale della NATO dal 2001 al 2007.

## Biografia
Laureato in giurisprudenza, nel 1969 entra al Ministero degli affari e e della cooperazione internazionale nella carriera diplomatica.
Dal 1972 è in servizio nelle ambasciate d'Italia a Washington e poi a Praga.
Dal 1980 al 1986 è capo ufficio al Ministero degli affari esteri e della cooperazione internazionale - Direzione degli affari economici, Roma. 
Dal 1986 al 1992 è delegato italiano al Consiglio dell'Agenzia Spaziale Europea. 
Dal 1986 al 1992 è ministro consigliere presso l'OCDE-ESA a Parigi. 
Nel 1989 è anche presidente dell'assemblea delle parti di Eutelsat per la commercializzazione dei satelliti di telecomunicazione europei.
Nel gennaio 1992 è promosso al grado di ministro plenipotenziario e diviene consigliere diplomatico dei ministri del bilancio e della programmazione economica Franco Reviglio, Luigi Spaventa, Giancarlo Pagliarini, e Rainer Masera.
Dal 1993 al 1995 è incaricato dal ministro del bilancio per la supervisione dell'investimento FIAT a Melfi. 
Dal 1994 al 1995 è membro del consiglio di amministrazione dell'Agenzia Spaziale Italiana, presiede il comitato amministrativo e finanziario dell'Agenzia Spaziale Europea ed è rappresentante personale del presidente del Consiglio per le reti trans-europee di trasporto, energia e telecomunicazioni. 
Dal 1995 al 1996 è consigliere diplomatico del ministro per le politiche europee. Quell'anno è nominato direttore per le politiche europee presso il Ministero degli affari esteri e della cooperazione internazionale, e presidente del comitato europeo per lo sviluppo territori fino al 1997.
Dal 1997 al 2000 è consigliere diplomatico dei ministri della difesa Beniamino Andreatta, Carlo Scognamiglio e Sergio Mattarella.
Nel 2000 è nominato ambasciatore d'Italia e membro fondatore del Comitato per la Politica e la Sicurezza dell'Unione Europea e rappresentante èermanente presso l'Unione dell'Europa Occidentale. 
Dal 2001 al 2007 è vice segretario generale della NATO a Bruxelles, facendo funzioni di segretario generale della NATO dal 17 dicembre 2003 al 5 gennaio 2004.
Dal 2008 al 2012 è senior strategic advisor di ENEL.
Dal 2009 al 2012 è membro del consiglio di amministrazione dell'American Chamber of Commerce in Italy, Milano. 
Dal 2011 è fondatore e presidente della NATO Defense College Foundation, Roma.
Dal 2013 al 2014 è membro del consiglio di amministrazione di Finmeccanica.
Nel 2022 è vincitore del Premio America promosso dalla Fondazione Italia USA. I vincitori del Premio America della Fondazione Italia USA - Fondazione Italia Usa

## Opere
- NATO and the Middle East: The Making of a Partnership, New Academia Publishing, Washington D.C./Vellum Books, 2018. ISBN 0999557238
- Un viaggio politico senza mappe - Fra diversità e futuro nel Grande Medio Oriente, Rubbettino, 2013, ISBN 9788849835861. Nel 2014 con questo libro vince il premio letterario Calabria.
- La strada per Kabul, Il Mulino, 2009, ISBN 9788815127365 - Seconda Edizione in inglese: The road to Kabul. The International community and the crisis in Central Asia, Il Mulino, 2015.
- Italia NATO 1949 2019.70 anni di partenariato nell'Alleanza Atlantica, con Matteo Bressan, Informazioni della Difesa, 2019, ISBN 9788894369618
- Saggi per Aspenia, The International Spectator, Relazioni Internazionali, Mediterranean Quarterly, e Longitude e diverse altre.